# الشدادية
الشداديةمنطقة من مناطق محافظة الفروانية في الكويت وهي قريبة من المطار، وبنيت فيها مدينة صباح السالم الجامعية. 
سُميت بهذا الاسم نسبتاً إلى جليب الشدادية او ابار الشدادية اللتي تعود ملكيتها الى رشيد بن معتاد إبن جهيني الشدادي هو من حفرها وأول من سكن بها وسميت به رحمه الله وكانت مورد من موارد الكويت.